# Amy Elizabeth Adams
Amy Elizabeth Adams (Delaware, 28 de março de 1892 – Hadley do Sul, 15 de fevereiro de 1962) foi uma zoóloga e professora na Universidade Montar Holyoke.

## Afiliações profissionais
- Sócio eleito, Academia de Nova York de Ciências
- Membro, Sociedade Endocrina
- Membro, Sociedade para Medicina e Biologia Experimentais